# Sinfonia (Berio)
Sinfonia è una composizione musicale in cinque movimenti composta dal compositore italiano Luciano Berio, commissionato dalla New York Philharmonic Orchestra, in occasione del centoventicinquesimo anno della sua fondazione. Composta tra il 1968 e il 1969 per orchestra e otto voci amplificate, è un lavoro post-seriale musicalmente innovativo, dove le voci (due soprani, due contralti, due tenori e due bassi) recitano, sussurrano, urlano, parlano e cantano frammenti di testo tratti da fonti come Le cru et le cuit di Claude Lévi-Strauss, L'innominabile  di Samuel Beckett, o da indicazioni di Gustav Mahler presenti sulle sue partiture e da altri scritti. Come disse Berio stesso, il titolo del brano, Sinfonia, allude alla forma classica ma è da intendersi piuttosto come l' "insieme di suoni" di otto voci e strumenti oppure, in senso più generale, come il "suonare insieme" di cose, situazioni e significati diversi. Il lavoro è dedicato a Leonard Bernstein.

## Prima esecuzione
Fu eseguita per la prima volta il 10 ottobre 1968, dalla New York Philharmonic Orchestra e dai The Swingle Singers, sotto la direzione di Berio stesso. Allora i movimenti erano solamente quattro. Nei mesi successivi alla prima esecuzione, Berio ne aggiunse un quinto, che fu eseguito per la prima volta, assieme agli altri quattro, al Donaueschingen Festival, nel 1969, dalla Southwest German Radio Symphony Orchestra, diretta da Ernest Bour. La New York Philharmonic eseguì tutti e cinque i movimenti di Sinfonia solamente l'8 ottobre 1970, diretta, questa volta, da Leonard Bernstein, al quale essa è dedicata.

## Organico
- Ottavino, 3 flauti, 2 oboi, corno inglese, clarinetto piccolo in Mib, 3 clarinetti in Sib, sassofono contralto, sassofono tenore, 2 fagotti, controfagotto
- 4 corni, 4 trombe in Do, 3 tromboni, basso tuba
- 3 percussionisti, ognuno dei quali rispettivamente con: 1 percussionista: timpani, glockenspiel, tam-tam (grave), tamburo, bongos, guiro; 2 percussionista: marimba, tam-tam (medio), piatto (sizzle), grancassa, tamburo, bongos, tamburello basco, 3 wood-block, frusta, sonagli, triangolo; 3 percussionista: vibrafono, tam-tam (piccolo), piatto, grancassa, tamburo, bongos, tamburello basco, nacchere, guiro, sonagli, 2 triangoli
- 8 voci amplificate (2 soprani, 2 contralti, 2 tenori e 2 bassi)
- arpa, clavicembalo elettrico (baldwin), pianoforte, organo elettrico
- 24 violini, divisi in 3 gruppi (indicati come A, B e C), 8 viole, 8 violoncelli, 8 contrabbassi

## Movimenti
Sinfonia è divisa in cinque movimenti: 
1. I
2. II - O King
3. III - In ruhig fließender Bewegung
4. IV
5. V

Il primo movimento utilizza soprattutto il francese come lingua del testo cantato, mentre il terzo quasi esclusivamente l'inglese. Il testo del secondo movimento è limitato a richiamare attraverso i suoni, il fonema del titolo "O Martin Luther King", iniziando con alcune lettere, per arrivare, verso il finale, all'enunciazione completa del nome. La forma generale del pezzo è una ad arco con elementi del primo movimento riflessi nel quinto e connessioni tra il secondo e quarto. Il terzo movimento che, a detta di Berio stesso, fu il testo più sperimentale da lui mai scritto, gode infatti di uno spazio a sé stante.

### Primo movimento
Nel primo movimento di Sinfonia, Berio utilizza testi tratti da Le cru et le cuit ("Il crudo e il cotto"), scritto dall'antropologo francese Claude Lévi-Strauss, il quale ha contribuito ad ispirare Berio, affermando in molti suoi testi che il mito è strutturato come una composizione musicale, dove alcuni di essi hanno una forma "fugata" ed altri "sonata". In particolare, per la stesura di questo movimento, Berio utilizza dei passi dove Lévi-Strauss analizza la struttura e la simbologia dei miti brasiliani sull'origine dell'acqua e di altri miti caratterizzati da somiglianze di struttura.

### Secondo movimento: O King
Nel 1968 Berio completa O King, dedicato alla memoria di Martin Luther King. Questo movimento esiste in due versioni: la prima per voce, flauto, clarinetto, violino, violoncello e piano, e la seconda per otto voci ed orchestra, che è quella che possiamo leggere ed ascoltare in Sinfonia. Le voci, inizialmente, cantano suoni apparentemente senza alcun significato che, solo nel finale di movimento, si riveleranno essere il fonema dell'espressione "O Martin Luther King".

### Terzo Movimento: In ruhig fließender Bewegung
Il terzo movimento di Sinfonia inizia citando estratti dal terzo movimento (scherzo) della Sinfonia No.2 di Gustav Mahler, rielaborandone e sviluppandone molti passi. L'orchestra suona infatti passaggi tratti da La Mer di Claude Debussy, da La Valse di Maurice Ravel, da Le Sacre du printemps di Stravinsky, così come citazioni da Arnold Shoenberg, Anton Webern, Johannes Brahms, Henri Pousseur, Paul Hindemith, Pierre Boulez e molti altri (incluso Berio stesso), creando una sorta di denso collage, talvolta dal carattere grottesco, dando un tono di postmodernismo all'intero lavoro. Le voci recitano vari passi di L'innominabile di Samuel Beckett, principalmente in lingua inglese, a cui fa capo il primo tenore, che, quasi per tutto il movimento, è il vero protagonista della scena, dovendo sempre recitare estratti di largo respiro e raramente cantare. Altre citazioni testuali provengono, invece, da James Joyce, o da graffiti, notati da Berio in occasione delle proteste del maggio 1968 a Parigi, oppure dal suo diario. Berio stesso descrisse il movimento come un "Viaggio a Cytherea", in cui una nave piena di doni è diretta verso l'isola dedicata alla dea dell'amore, trasportata dalla musicalità dello scherzo di Mahler. Il movimento si conclude con la frase "But now it's done, it's over, we've had our chance. There was even, for a second, hope of resurrection, or almost, Mein junges Leben hat ein End. We must collect our thoughts, for the unexpected is always upon us, in our rooms, in the street, at the door...on a stage. Thank you, Mr***", dove al posto degli asterischi, la voce recitante, il primo tenore, ha il compito di pronunciare il nome completo del direttore d'orchestra.

### Quarto Movimento
Il quarto movimento, per quanto breve, è un ritorno alla tonalità del secondo, caratterizzato dai caratteri sereni, dopo il frenetico terzo movimento. Inizia con una citazione di Mahler tratta dal coro della Sinfonia No.2 (Resurrezione). Le voci fanno uso di vari effetti vocali come i sussurri o la frammentazione delle parole in sillabe.

### Quinto Movimento
Questo movimento fu aggiunto da Berio un anno dopo la prima esecuzione assoluta di Sinfonia. Esso rivisita molte parti musicali dei movimenti precedenti, organizzando il materiale sonoro in una nuova maniera più ordinata. Il movimento si apre con una citazione di Lévi-Strauss, impregnata ancora una volta da citazioni ed echi mahleriani. Inoltre è interessante notare che questo movimento si apre con la frase "rose de sang" (rosa di sangue, in francese), quando il quarto movimento della Sinfonia No.2 di Mahler si apre con  "O Röschen roth!" (che in tedesco vuol dire "O bocciolo di rosa").